# Ryżorek kretowaty
Ryżorek kretowaty (Oryzorictes hova) – gatunek ssaka z podrodziny ryżorków (Oryzorictinae) w obrębie rodziny tenrekowatych (Tenrecidae). 

## Taksonomia
Gatunek po raz pierwszy naukowo opisał w 1870 roku francuski przyrodnik Alfred Grandidier na łamach czasopisma Revue et Magasin de Zoologie pure et Appliquée. Miejsce typowe według oryginalnego opisu to „Ankaye i Antsianak” (w oryg. fr. Ankaye et Antsianak); ograniczone w 19911 roku do Ankay (18°S 49°E/-18,420000 48,750000), wzdłuż rzeki Mangoro, w pobliżu Lac Alaotra i Antsianaka, w regionie na wschód od Lac Alaotra, na Madagaskarze. Holotyp pochodzi ze zbiorów Muzeum Historii Naturalnej w Paryżu i jest to źle zachowana zamontowana skóra (sygnatura MNHN-ZM-MO 1887-874), głowa z kośćmi usunięta i zakonserwowana, ciało wraz z dwoma innymi bardzo młodymi okazami jest zakonserwowane w alkoholu. Badania z 2018 roku wykazały jednak rozbieżności między holotypem a oryginalnym opisem Grandidiera, i autorzy kwestionują autentyczność rzekomego holotypu O. hova.
Takson Oryzorictes talpoides znany z zapisów z północno-zachodniego Madagaskaru i obecnie traktowany jako synonim O. hova, może reprezentować odrębny gatunek na podstawie morfologicznych cech czaszkowo-zębowych, różnic siedliskowych i możliwą izolację geograficzną. Prowadzone są dodatkowe badania, aby formalnie opisać i nazwać te gatunki. 
Gatunek monotypowy.

### Etymologia
- Oryzorictes: gr. ορυζα oruza ‘ryż’; oρυκτης oruktēs ‘kopacz’[13].
- hova: Hova rdzenny klan z Madagaskaru[14].

## Zasięg występowania
Ryżorek kretowaty występuje na terenach bagnistych na Madagaskarze, zamieszkując w rozproszonych populacjach Northern Highlands, północną część (w tym Nosy Mangabe), zachodnią część (region Marovoay), Central Highlands oraz wschodnią i południowo-wschodnią część.

## Morfologia
Długość ciała (bez ogona) 95–124 mm, długość ogona 38–62 mm, długość ucha 8–16 mm, długość tylnej stopy 11–20 mm; masa ciała 28–59 g. Wzór zębowy: I {\displaystyle {\tfrac {3}{3}}} C {\displaystyle {\tfrac {1}{1}}} P {\displaystyle {\tfrac {3}{3}}} M {\displaystyle {\tfrac {3}{3}}} (x2)  = 40.

## Ekologia
- Zwyczaje i aktywność - większość życia spędza pod ziemią. Jego przednie łapy idealnie nadają się do kopania w ziemi. Choć O. hova pokazuje się na powierzchni tylko nocą, przypuszcza się, że pod ziemią jest aktywny również za dnia. Jest poważnym szkodnikiem dla mieszkańców Madagaskaru, ponieważ niszczy uprawiany tam ryż.
- Pożywienie: bezkręgowce glebowe, mięczaki, skorupiaki.

## Status zagrożenia
W Czerwonej księdze gatunków zagrożonych Międzynarodowej Unii Ochrony Przyrody i Jej Zasobów został zaliczony do kategorii LC (ang. least concern ‘najmniejszej troski’).